# Gert van de Weerd
Drs. Gert A. van de Weerd (Veenendaal, 27 april 1946) is een Nederlands publicist, theoloog en spreker.
Van de Weerd studeerde Economie bij het Instituut voor Sociale Wetenschappen en is van oorsprong orgelbouwer. Hij was eigenaar van Johannus Orgelbouw in Ede en nadat hij hiermee was gestopt namen zijn zonen het bedrijf over. Sinds 1999 houdt Van de Weerd zich bezig met de grondtekst van de Bijbel waarbij hij uitgaat van de Hebreeuwse grondtekst. Daarbij maakt hij gebruik van de Hebreeuwse grondtekst van het Oude Testament en vergelijkt hij vele andere vertalingen en exegeten. Sinds 2017 vertolkte hij in tweegesprek met Henk Schouten zijn Bijbelbeschouwingen op de christelijke familiezender Family7 in de serie De Profeet....

## Persoonlijk
Van de Weerd is getrouwd en heeft 4 kinderen en 9 kleinkinderen. Hij woont met zijn vrouw in Veenendaal en is lid van de Christelijk Gereformeerde Kerk.